# Baarle-Hertog
Baarle-Hertog (fr. Baerle-Duc) – miejscowość i gmina (gemeente) w Belgii, w Regionie Flamandzkim, w prowincji Antwerpia, w okręgu Turnhout, położona przy granicy belgijsko-holenderskiej. Wraz z niderlandzką miejscowością Baarle-Nassau stanowi jeden organizm wiejski, tzw. Baarle. 1 stycznia 2024 roku liczyła 3001 mieszkańców. 
Granica państwowa na terenie obu gmin stanowi skomplikowany układ enklaw i eksklaw – Baarle-Hertog obejmuje 22 eksklawy na terytorium Niderlandów (oraz cztery fragmenty na terytorium Belgii), Baarle-Nassau zaś siedem eksklaw belgijskich oraz jedną eksklawę na właściwym terytorium Belgii. Granica na terenie obu miejscowości ma się nijak do układu ulic – w wielu miejscach granica biegnie środkiem lub skrajem ulicy, przecina je w dowolnym miejscu. Również zabudowania nie są zdeterminowane przebiegiem granicy belgijsko-niderlandzkiej – wiele budowli, zarówno domów prywatnych, jak i sklepów, kawiarni, warsztatów, postawionych jest na samej granicy. O przynależności państwowej budynku decyduje to, po której stronie granicy znajdują się główne drzwi wejściowe, co jest zaznaczone na tabliczce z numerem domu, która jest albo w barwach niderlandzkich, albo ma małą flagę belgijską. W miejscowości znajduje się także dom, którego drzwi wejściowe leżą dokładnie pośrodku granicy. Władze wielokrotnie próbowały przekonać właściciela do przesunięcia drzwi, jednakże ten się nie zgodził i obecnie budynek ma podwójną numerację – po jednej stronie drzwi widnieje belgijski numer 2, a po drugiej holenderski 19.

## Podział administracyjny
W skład gminy wchodzi jedna dzielnica (deelgemeente) Zondereigen oraz miejscowości (woonkern): Baarle, Baarle-Grens i Ginhoven, .

## Demografia
Liczba mieszkańców, stan na 1 stycznia: